# Ceylonosticta digna
Ceylonosticta digna – gatunek ważki z rodziny Platystictidae. Endemit Sri Lanki.